# ريج هوب
ريج هوب (بالإنجليزية: Reg Hope)‏ هو سياسي أسترالي، ولد في 12 يونيو 1927 في أستراليا، وتوفي في 16 ديسمبر 2010. حزبياً، نشط في مستقل.